# Phyllastrephus debilis
Phyllastrephus debilis é uma espécie de ave da família Pycnonotidae.
Pode ser encontrada nos seguintes países: Quénia, Moçambique, Tanzânia e Zimbabwe.
Os seus habitats naturais são: florestas subtropicais ou tropicais húmidas de baixa altitude e matagal húmido tropical ou subtropical.